# فهرست مراجع تقلید شیعه

فهرست مراجع تقلید شیعه، شامل مراجع عام و مشهور از سال ۳۲۹ قمری (آغاز غیبت کبری) تا اکنون است. (تمام فهرستها به ترتیب از تاریخ کنونی به قدیم مرتب شده‌اند)

## مراجع زنده (به‌ترتیب سن)
مراجع تقلید زنده به ترتیب سن ردیف شده‌اند.
| ر  | نام                       | سال تولد               | محل تولد     | تحصیلات             | محل زندگی                | وبگاه     | تصویر |
| -- | ------------------------- | ---------------------- | ------------ | ------------------- | ------------------------ | --------- | ----- |
| ۱  | محمد سند بحرانی           | ۱۳۴۱خ/۱۹۶۲م (۶۳ سال)   | بحرین        | قم                  | عراق                     | سایت رسمی |       |
| ۲  | محمد یعقوبی               | ۱۳۳۹خ/۱۹۶۰م (۶۵ سال)   | نجف          | بغداد               | عراق                     | سایت رسمی |       |
| ۳  | محمدباقر فاضلی بهسودی     | ۱۳۳۷خ/۱۹۵۸م (۶۷ سال)   | افغانستان    | عراق                | کابل                     | سایت رسمی |       |
| ۴  | سید محمد امین خراسانی     | ۱۳۳۶خ/۱۹۵۷م (۶۷ سال)   | ایران        | ایران               | قم، تهران و سبزوار ایران | سایت رسمی |       |
| ۵  | سید کمال حیدری            | ۱۳۳۵خ/ ۱۹۵۶م (۶۹ سال)  | عراق         | عراق و ایران        | قم، ایران                | سایت رسمی |       |
| ۶  | سید محمدجواد علوی بروجردی | ۱۳۳۰خ/ ۱۹۵۱م (۷۴ سال)  | ایران        | ایران               | قم، ایران                | سایت رسمی |       |
| ۷  | سید محمد حسینی زنجانی     | ۱۳۲۶خ/ ۱۹۴۷م (۷۸ سال)  | ایران        | ایران               | زنجان، ایران             | سایت رسمی | -     |
| ۸  | سید محمدتقی مدرسی         | ۱۳۲۴خ/ ۱۹۴۵م (۸۰ سال)  | عراق         | عراق                | کربلا، عراق              | سایت رسمی | -     |
| ۹  | بشیر حسین نجفی            | ۱۳۲۱خ/ ۱۹۴۲م (۸۳ سال)  | راج بریتانیا | پاکستان و عراق      | نجف، عراق                | سایت رسمی |       |
| ۱۰ | سید صادق حسینی شیرازی     | ۱۳۲۰خ/ ۱۹۴۲م (۸۳ سال)  | عراق         | عراق                | قم، ایران                | سایت رسمی |       |
| ۱۱ | اسدالله بیات زنجانی       | ۱۳۲۰خ/ ۱۹۴۱م (۸۴ سال)  | ایران        | ایران               | قم، ایران                | سایت رسمی |       |
| ۱۲ | علی کریمی جهرمی           | ۱۳۲۰خ                  | ایران        | ایران               | قم، ایران                | سایت رسمی |       |
| ۱۳ | یعسوب‌الدین رستگار جویباری | ۱۳۱۹خ                  | ایران        | ایران               | قم، ایران                | سایت رسمی |       |
| ۱۴ | سید علی خامنه‌ای           | ۱۳۱۸خ/ ۱۹۳۹م (۸۶ سال)  | ایران        | ایران               | تهران، ایران             | سایت رسمی |       |
| ۱۵ | محمدعلی گرامی             | ۱۳۱۷خ/ ۱۹۳۸م (۸۷ سال)  | ایران        | ایران               | قم، ایران                | سایت رسمی |       |
| ۱۶ | سید کاظم حائری            | ۱۳۱۷خ/ ۱۹۳۸م (۸۷ سال)  | عراق         | عراق                | قم، ایران                | سایت رسمی |       |
| ۱۷ | عیسی احمد قاسم بحرانی     | ۱۳۱۵خ/ ۱۹۳۷م (۸۸ سال)  | بحرین        | بحرین، عراق و ایران | نجف، عراق                | -         |       |
| ۱۸ | شمس الدین واعظی سبزواری   | ۱۳۱۵خ/ ۱۹۳۶م (۸۸ سال)  | عراق         | عراق                | عراق، سبزوار، ایران      | سایت رسمی |       |
| ۱۹ | یدالله دوزدوزانی          | ۱۳۱۴خ/ ۱۹۳۵م (۹۰ سال)  | ایران        | ایران               | قم، ایران                | سایت رسمی |       |
| ۲۰ | سید علی‌محمد دستغیب        | ۱۳۱۳خ/ ۱۹۳۵م (۹۰ سال)  | ایران        | ایران               | شیراز، ایران             | سایت رسمی | -     |
| ۲۱ | حسین مظاهری               | ۱۳۱۲خ/ ۱۹۳۳م (۹۱ سال)  | ایران        | ایران               | اصفهان، ایران            | سایت رسمی |       |
| ۲۲ | عبدالله جوادی آملی        | ۱۳۱۲خ/ ۱۹۳۳م (۹۲ سال)  | ایران        | ایران               | قم، ایران                | سایت رسمی |       |
| ۲۳ | محمدابراهیم جناتی         | ۱۳۱۱خ/ ۱۹۳۲م (۹۲ سال)  | ایران        | ایران و عراق        | قم، ایران                | سایت رسمی |       |
| ۲۴ | سید علی سیستانی           | ۱۳۰۹خ/ ۱۹۳۰م (۹۵ سال)  | ایران        | عراق                | نجف، عراق                | سایت رسمی |       |
| ۲۵ | محمداسحاق فیاض            | ۱۳۰۹خ/ ۱۹۳۰م (۹۵ سال)  | افغانستان    | عراق                | نجف، عراق                | سایت رسمی | -     |
| ۲۶ | جعفر سبحانی               | ۱۳۰۸خ/ ۱۹۲۹م (۹۶ سال)  | ایران        | عراق                | قم، ایران                | سایت رسمی |       |
| ۲۷ | محمد رحمتی سیرجانی        | ۱۳۰۷خ/ ۱۹۲۸م (۹۶ سال)  | ایران        | عراق                | نجف، عراق                | سایت رسمی |       |
| ۲۸ | سید موسی شبیری زنجانی     | ۱۳۰۶خ/ ۱۹۲۸م (۹۷ سال)  | ایران        | ایران               | قم، ایران                | سایت رسمی |       |
| ۲۹ | ناصر مکارم شیرازی         | ۱۳۰۵خ/ ۱۹۲۶م (۹۸ سال)  | ایران        | عراق                | قم، ایران                | سایت رسمی |       |
| ۳۰ | حسین نوری همدانی          | ۱۳۰۴خ/ ۱۹۲۵م (۱۰۰ سال) | ایران        | ایران               | قم، ایران                | سایت رسمی |       |
| ۳۱ | حسین وحید خراسانی         | ۱۲۹۹خ/ ۱۹۲۱م (۱۰۴ سال) | ایران        | عراق                | قم، ایران                | سایت رسمی |       |

## مراجع درگذشته (۱۳۴۰خ تاکنون)
مراجع بر اساس تاریخ درگذشت تا ۱۳۴۰خ مرتب شده‌اند:
| ردیف | نام                         | سال تولد | سال درگذشت | محل تولد       | تحصیلات          | محل زندگی        | وبگاه                                                       | تصویر |
| ---- | --------------------------- | -------- | ---------- | -------------- | ---------------- | ---------------- | ----------------------------------------------------------- | ----- |
| ۱    | عباس محفوظی                 | ۱۳۰۷     | ۱۴۰۳       | ایران          | عراق و ایران     | ایران            | سایت رسمی                                                   |       |
| ۲    | علی‌اصغر رحیمی‌آزاد           | ۱۳۱۵     | ۱۴۰۳       | ایران          | ایران            | ایران            | -                                                           | -     |
| ۳    | محمد‌رضا نکونام              | ۱۳۲۷     | ۱۴۰۳       | ایران          | ایران            | ایران            | سایت رسمی                                                   | -     |
| ۴    | محمدحسین نجفی               | ۱۳۱۱     | ۱۴۰۲       | راج بریتانیا   | پاکستان و عراق   | سرگودها، پاکستان | سایت رسمی                                                   |       |
| ۵    | سید محمدصادق روحانی         | ۱۳۰۵     | ۱۴۰۱       | ایران          | عراق             | قم، ایران        | سایت رسمی                                                   |       |
| ۶    | سید محمدعلی علوی گرگانی     | ۱۳۱۸     | ۱۴۰۰       | عراق           | عراق             | قم، ایران        | سایت رسمی                                                   |       |
| ۷    | لطف‌الله صافی گلپایگانی      | ۱۲۹۷     | ۱۴۰۰       | ایران          | عراق             | قم، ایران        | سایت رسمی                                                   |       |
| ۸    | سید محمدسعید حکیم           | ۱۳۱۴     | ۱۴۰۰       | عراق           | عراق             | نجف، عراق        | سایت رسمی                                                   |       |
| ۹    | سید عباس مدرسی یزدی         | ۱۳۲۲     | ۱۳۹۹       | عراق           | عراق             | قم، ایران        | سایت رسمی                                                   |       |
| ۱۰   | یوسف صانعی                  | ۱۳۱۶     | ۱۳۹۹       | ایران          | ایران            | قم، ایران        | سایت رسمی                                                   |       |
| ۱۱   | محمدآصف محسنی               | ۱۳۱۴     | ۱۳۹۸       | افغانستان      | عراق و ایران     | کابل، افغانستان  | -                                                           |       |
| ۱۲   | سید محمد حسینی شاهرودی      | ۱۳۰۴     | ۱۳۹۸       | عراق           | عراق             | تهران، ایران     | سایت رسمی بایگانی‌شده در ۱۲ مارس ۲۰۱۸ توسط Wayback Machine   | -     |
| ۱۳   | قربان‌علی محقق کابلی         | ۱۳۰۷     | ۱۳۹۸       | افغانستان      | عراق و افغانستان | قم، ایران        | سایت رسمی                                                   |       |
| ۱۴   | سید محمود هاشمی شاهرودی     | ۱۳۲۷     | ۱۳۹۷       | عراق           | عراق             | تهران، ایران     | وبگاه رسمی                                                  |       |
| ۱۵   | جواد غروی علیاری            | ۱۳۱۳     | ۱۳۹۷       | ایران          | عراق             | تهران، ایران     | سایت رسمی                                                   | -     |
| ۱۶   | سید عبدالکریم موسوی اردبیلی | ۱۳۰۵     | ۱۳۹۵       | ایران          | عراق             | قم، ایران        | سایت رسمی                                                   |       |
| ۱۷   | سید تقی طباطبایی قمی        | ۱۳۰۲     | ۱۳۹۵       | ایران          | عراق             | قم، ایران        | -                                                           |       |
| ۱۸   | مسلم ملکوتی                 | ۱۳۰۳     | ۱۳۹۳       | ایران          | عراق             | قم، ایران        | -                                                           |       |
| ۱۹   | سید عزالدین حسینی زنجانی    | ۱۳۰۰     | ۱۳۹۲       | ایران          | عراق و ایران     | مشهد، ایران      | سایت رسمی بایگانی‌شده در ۳۱ دسامبر ۲۰۱۳ توسط Wayback Machine | -     |
| ۲۰   | محمد صادقی تهرانی           | ۱۳۰۵     | ۱۳۹۰       | ایران          | ایران و عراق     | قم، ایران        | سایت رسمی                                                   |       |
| ۲۱   | سید محمدحسین فضل‌الله        | ۱۳۱۴     | ۱۳۸۹       | عراق           | عراق             | بیروت، لبنان     | سایت رسمی                                                   |       |
| ۲۲   | علی صافی گلپایگانی          | ۱۲۹۲     | ۱۳۸۸       | ایران          | عراق             | ایران            | -                                                           |       |
| ۲۳   | حسینعلی منتظری              | ۱۳۰۱     | ۱۳۸۸       | ایران          | ایران            | ایران            | سایت رسمی                                                   |       |
| ۲۴   | محمدتقی بهجت                | ۱۲۹۶     | ۱۳۸۸       | ایران          | عراق             | ایران            | سایت رسمی                                                   |       |
| ۲۵   | محمد فاضل لنکرانی           | ۱۳۱۰     | ۱۳۸۶       | ایران          | عراق             | ایران            | سایت رسمی                                                   | -     |
| ۲۶   | سید حسن طباطبایی قمی        | ۱۲۹۰     | ۱۳۸۶       | ایران          | عراق             | ایران            | -                                                           | -     |
| ۲۷   | میرزا جواد تبریزی           | ۱۳۰۵     | ۱۳۸۵       | ایران          | ایران            | ایران            | سایت رسمی                                                   | -     |
| ۲۸   | سید محمدعلی موحد ابطحی      | ۱۳۰۱     | ۱۳۸۱       | ایران          | ایران            | ایران            | -                                                           | -     |
| ۲۹   | سید محمد حسینی شیرازی       | ۱۳۰۷     | ۱۳۸۰       | عراق           | عراق             | ایران            | سایت رسمی                                                   | -     |
| ۳۰   | سید محمد صدر                | ۱۳۲۲     | ۱۳۷۸       | عراق           | عراق             | عراق             | سایت رسمی                                                   |       |
| ۳۱   | محمدعلی اراکی               | ۱۲۷۳     | ۱۳۷۳       | ایران          | ایران            | ایران            | -                                                           |       |
| ۳۲   | سید محمدرضا گلپایگانی       | ۱۲۷۷     | ۱۳۷۲       | ایران          | عراق             | ایران            | -                                                           |       |
| ۳۳   | سید عبدالاعلی سبزواری       | ۱۲۸۹     | ۱۳۷۳       | ایران          | ایران و عراق     | عراق             | سایت رسمی                                                   |       |
| ۳۴   | سید ابوالقاسم خویی          | ۱۲۷۸     | ۱۳۷۱       | ایران          | عراق             | عراق             | سایت رسمی                                                   |       |
| ۳۵   | سید شهاب‌الدین مرعشی نجفی    | ۱۲۷۶     | ۱۳۶۹       | ایران          | عراق             | ایران            | -                                                           |       |
| ۳۶   | سید روح‌الله موسوی خمینی     | ۱۲۸۱     | ۱۳۶۸       | ایران          | ایران            | ایران            | سایت رسمی                                                   |       |
| ۳۷   | سید علی‌نقی نقوی             | ۱۲۸۴     | ۱۳۶۷       | هند (انگلستان) | عراق             | هندوستان         | -                                                           |       |
| ۳۸   | سید محمدکاظم شریعتمداری     | ۱۲۸۳     | ۱۳۶۵       | ایران          | عراق             | ایران            | -                                                           |       |
| ۳۹   | سید احمد خوانساری           | ۱۲۷۰     | ۱۳۶۳       | ایران          | عراق             | ایران            | -                                                           |       |
| ۴۰   | سید عبدالله شیرازی          | ۱۲۷۱     | ۱۳۶۳       | ایران          | عراق             | ایران            | سایت رسمی بایگانی‌شده در ۳۱ اوت ۲۰۰۹ توسط Wayback Machine    |       |
| ۴۱   | سید محمدهادی میلانی         | ۱۲۷۱     | ۱۳۵۴       | عراق           | عراق             | ایران            | -                                                           |       |
| ۴۲   | سید محمود حسینی شاهرودی     | ۱۲۶۲     | ۱۳۵۳       | ایران          | عراق             | عراق             | -                                                           |       |
| ۴۳   | سید محسن حکیم               | ۱۲۶۸     | ۱۳۴۹       | عراق           | عراق             | عراق             | -                                                           |       |
| ۴۴   | میرزا حسین فقیه سبزواری     | ۱۲۷۱     | ۱۳۴۸       | ایران          | ایران و عراق     | مشهد، ایران      | -                                                           |       |
| ۴۵   | سید عبدالهادی شیرازی        | ۱۲۶۵     | ۱۳۴۰       | عراق           | عراق             | ایران            | -                                                           |       |
| ۴۶   | سید حسین طباطبایی بروجردی   | ۱۲۵۴     | ۱۳۴۰       | ایران          | عراق             | ایران            | سایت رسمی                                                   |       |

## عمده مراجع فقهی شیعه از غیبت کبری تا ۱۳۴۰.خ
عمده مراجع فقهی شیعه که بر اساس منابع به جهت اهمیت تاریخی یا تألیف آثار دارای شهرت بیشتری هستند؛ بر اساس تاریخ درگذشت (به قمری) به ترتیب از سال ۱۳۸۰ قمری (۱۳۴۰.خ) تا ۳۲۹ قمری (آغاز غیبت کبری) طبق جدول زیر فهرست شده اند:

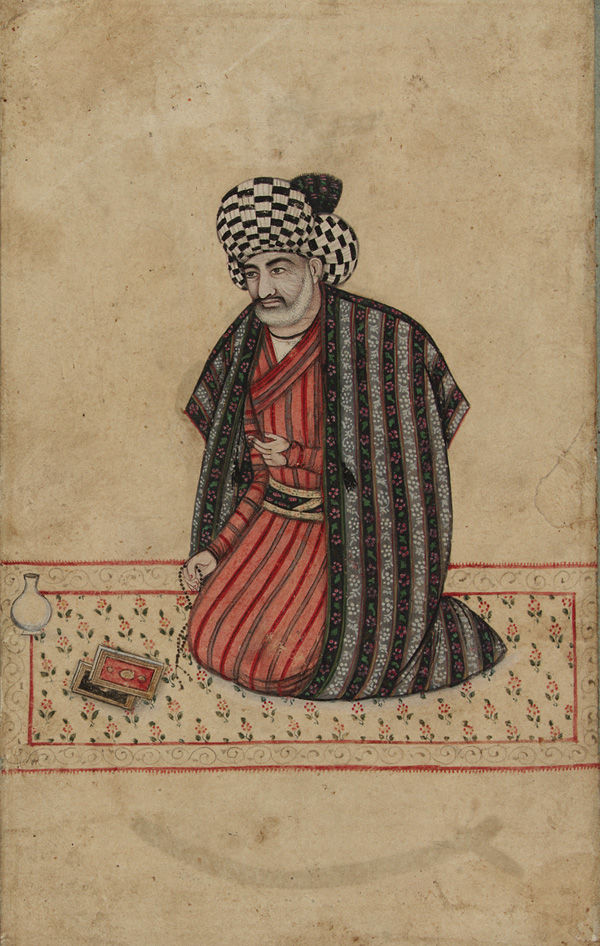
محمدباقر مجلسی، متوفی ۱۱۱۰ق

بحرالعلوم، متوفی ۱۲۱۲ق

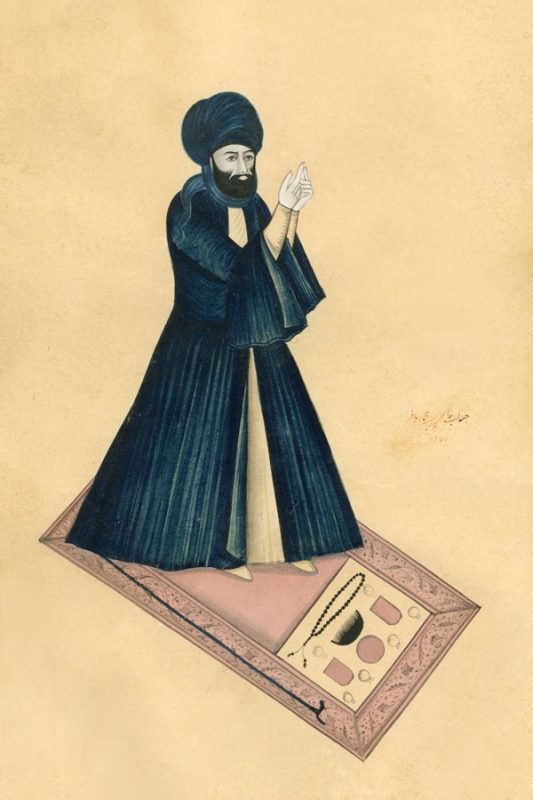
محمدباقر شفتی، متوفی ۱۲۶۰ق

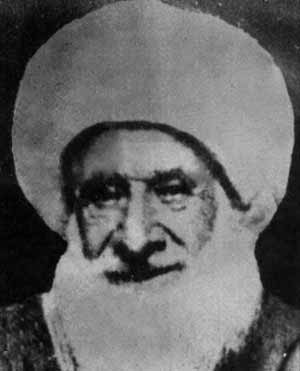
صاحب جواهر، متوفی ۱۲۶۶ق

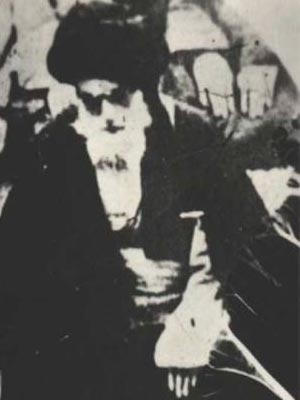
میرزای شیرازی، متوفی ۱۳۱۲ق

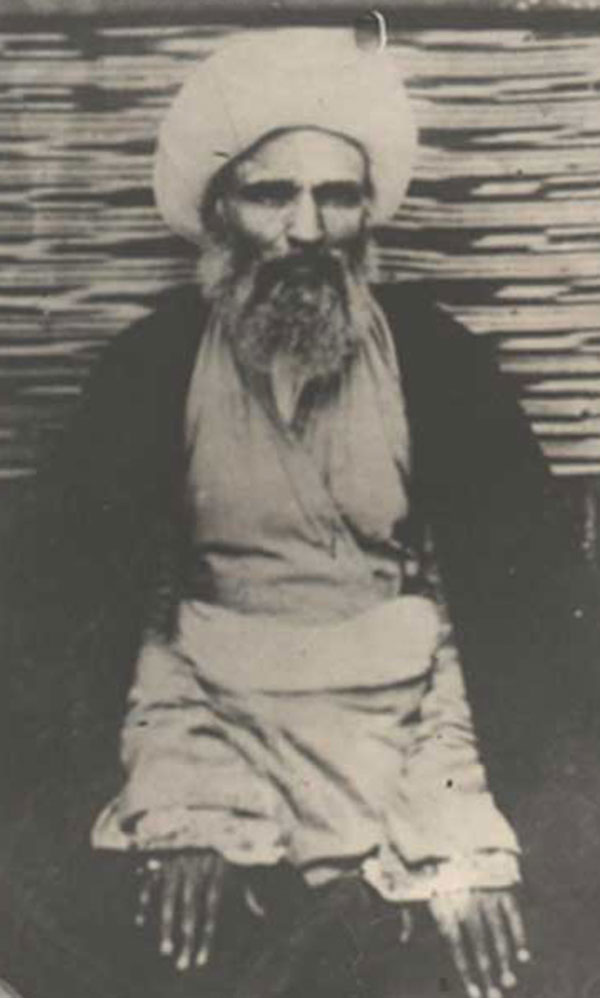
آخوند خراسانی، متوفی ۱۳۲۹ق

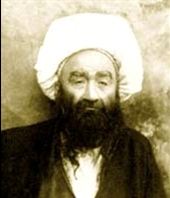
آقا نجفی اصفهانی، متوفی ۱۳۳۲ق

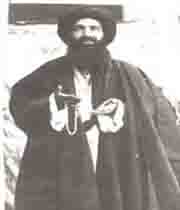
سید ابوالقاسم دهکردی، متوفی ۱۳۵۳ق

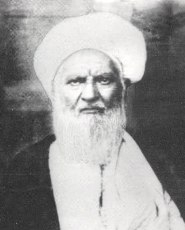
عبدالکریم حائری یزدی، متوفی ۱۳۵۵ق

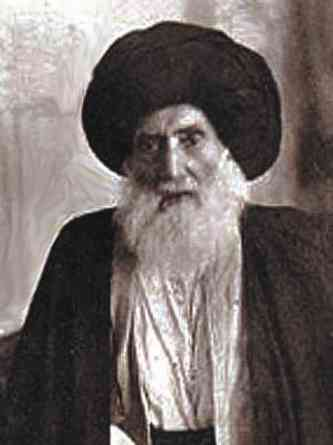
سید ابوالحسن اصفهانی، متوفی ۱۳۶۵ق

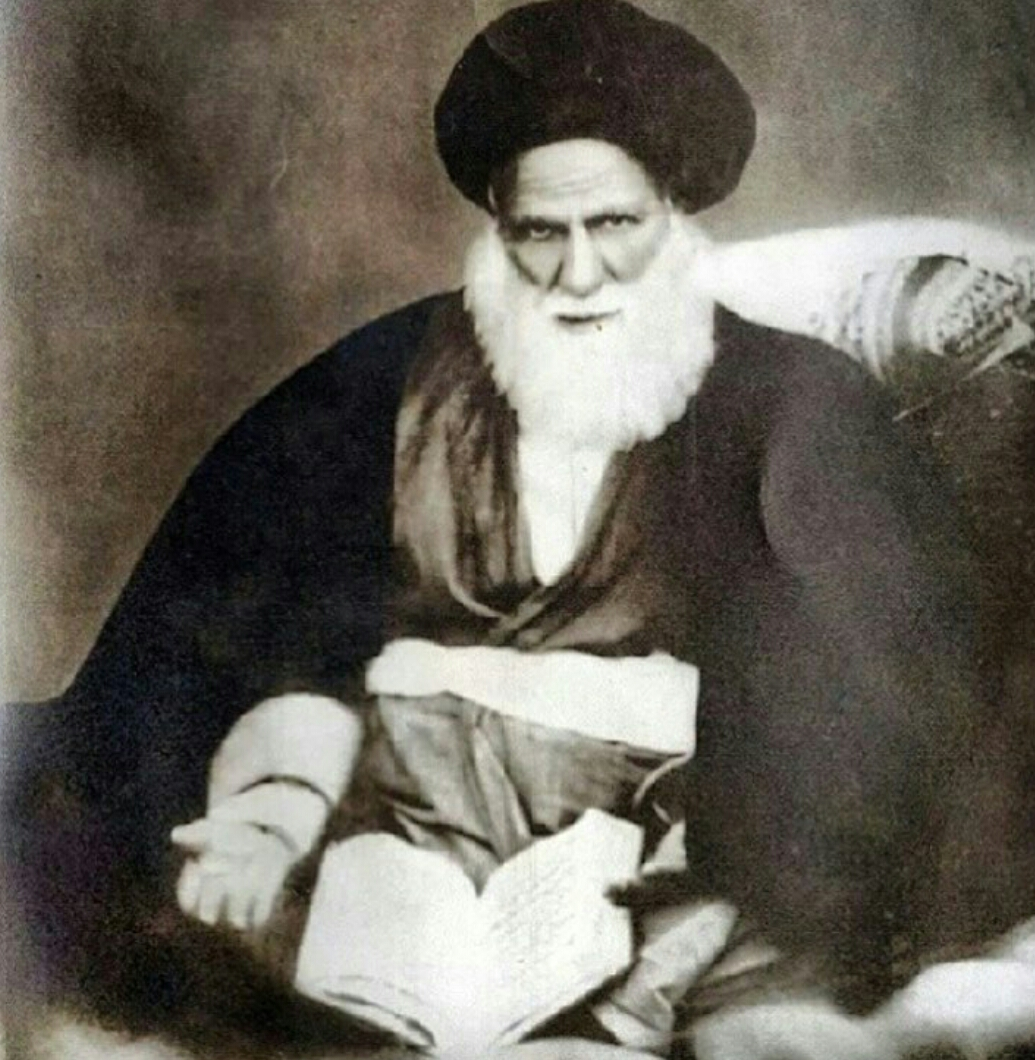
سید حسین طباطبایی قمی، متوفی ۱۳۶۶ق

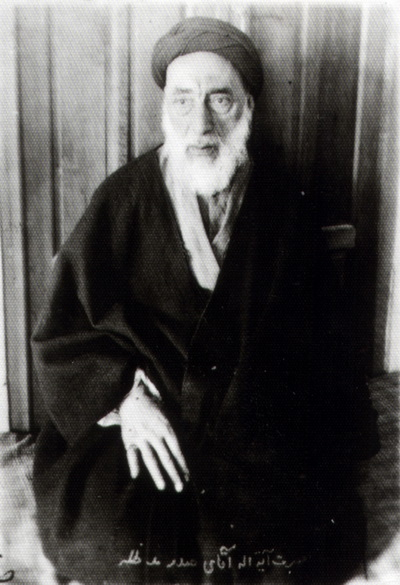
سید صدرالدین صدر، متوفی ۱۳۷۳ق

| کنیه، نام                          | شهرت                               | درگذشت    | محل سکونت       | سده قمری |
| سید جمال‌الدین گلپایگانی            | موسوی گلپایگانی                    | ۱۳۷۹      | نجف             | ۱۴       |
| سید حسین حمامی                     | حمامی                              | ۱۳۷۹      | نجف             | "        |
| محمدحسین کاشف‌الغطاء                | کاشف‌الغطاء                         | ۱۲۹۴–۱۳۷۳ | نجف             | "        |
| سید صدرالدین بن اسماعیل            | صدر                                | ۱۳۷۳      | قم              | "        |
| سید محمد حجت کوه‌کمری               | کوه‌کمری                            | ۱۳۷۲      | قم              | "        |
| سید محمدتقی خوانساری               | خوانساری                           | ۱۳۷۱      | قم              | "        |
| سید حسین طباطبایی قمی              | آقا حسین قمی                       | ۱۳۶۶      | نجف             | "        |
| سید ابوالحسن اصفهانی               | اصفهانی                            | ۱۳۶۵      | نجف - سامرا     | "        |
| محمدرضا نجفی اصفهانی               | مسجد شاهی اصفهانی                  | ۱۲۸۷–۱۳۶۲ | اصفهان          | "        |
| محمدحسین غروی اصفهانی              | کمپانی                             | ۱۲۹۶–۱۳۶۱ | نجف             | "        |
| آقا ضیاءالدین عراقی                | عراقی                              | ۱۳۶۱      | نجف             | "        |
| سید ابوالحسن انگجی                 | انگجی                              | ۱۲۸۲–۱۳۵۷ | آذربایجان       | "        |
| عبدالکریم حائری یزدی               | مؤسس حوزه قم                       | ۱۳۵۵      | قم              | "        |
| محمدحسین نائینی                    | نائینی                             | ۱۳۵۵      | نجف             | "        |
| سید علی موسوی                      | بهبهانی                            | ۱۳۵۵      | اهواز           | "        |
| سید ابوالقاسم دهکردی               | دهکردی                             | ۱۳۵۳      | اصفهان          | "        |
| ابوالقاسم بن محمدتقی               | کبیر                               | ۱۳۵۳      | قم              | "        |
| محمدصادق خاتون‌آبادی                | خاتون‌آبادی اصفهانی                 | ۱۳۴۸      | اصفهان          | "        |
| محمد ارباب قمی                     | ارباب                              | ۱۳۴۱      | قم              | "        |
| احمد بن علی                        | نجفی                               | ۱۳۴۰      | نجف             | "        |
| فتح‌الله غروی اصفهانی               | شیخ الشریعه اصفهانی (شریعتمدار)    | ۱۳۳۹      | نجف             | "        |
| محمدتقی بن محبّ علی                 | میرزای دوم                         | ۱۳۳۸      | نجف             | "        |
| سید محمدکاظم بن عبدالعظیم          | محقق یزدی (صاحب عروه)              | ۱۳۳۷      | نجف             | "        |
| محمدتقی بن محمدباقر                | آقا نجفی اصفهانی                   | ۱۳۳۲      | اصفهان          | "        |
| ملا محمدکاظم بن حسین               | آخوند خراسانی                      | ۱۳۲۹      | نجف             | "        |
| سید ابوالقاسم بن معصوم             | اشکوری                             | ۱۳۲۵      | نجف             | "        |
| محمدحسن ممقانی                     | مامقانی                            | ۱۳۲۳      | نجف             | "        |
| محمد بن فضل علی                    | فاضل شربیانی                       | ۱۲۴۵–۱۳۲۲ | نجف             | "        |
| ابوالمعالی بن محمدابراهیم          | کرباسی                             | ۱۳۱۵      | اصفهان          | "        |
| محمدحسن بن محمود                   | میرزای شیرازی (صاحب فتوای تنباکو)  | ۱۲۳۰–۱۳۱۲ | سامرا           | "        |
| سید ابوالقاسم بن حسن               | حجت طباطبائی                       | ۱۳۰۹      | کربلا           | "        |
| محمد بن محمدباقر                   | فاضل ایروانی                       | ۱۳۰۶      | نجف             | "        |
| حسین بن محمداسماعیل                | اردکانی                            | ۱۳۰۲      | کربلا           | "        |
| حسین بن محمد                       | کوه کمره‌ای                         | ۱۲۹۹      | نجف             | ۱۳       |
| سید محمد بن عبدالصمد               | شهشانی                             | ۱۲۸۹      | اصفهان          | "        |
| عبدالحسین بن علی                   | شیخ العراقین                       | ۱۲۸۶      | نجف             | "        |
| مرتضی بن محمد                      | شیخ انصاری                         | ۱۲۸۱      | نجف             | "        |
| حسن بن علی                         | واعظ اصفهانی                       | ۱۲۷۳      | نجف             | "        |
| محمدحسن بن باقر                    | نجفی (صاحب جواهر)                  | ۱۲۶۶      | نجف             | "        |
| جعفر بن سیف الدین                  | استرآبادی                          | ۱۲۶۳      | تهران           | "        |
| سید محمد بن صالح                   | سید صدرالدین عاملی                 | ۱۲۶۳      | نجف             | "        |
| حسن بن جعفر                        | صاحب انوارالفقاهه                  | ۱۲۶۲      | نجف             | "        |
| محمدابراهیم کلباسی                 | کلباسی                             | ۱۲۶۲      | اصفهان          | "        |
| محمدباقر بن محمدتقی                | حجت‌الاسلام محمدباقر شفتی           | ۱۱۷۵–۱۲۶۰ | اصفهان          | "        |
| موسی بن جعفر                       | کاشف الغطاء                        | ۱۲۵۶      | نجف             | "        |
| ابراهیم موسوی قزوینی               | موسوی قزوینی                       | ۱۲۴۶      | نجف             | "        |
| ملا محمدشریف بن حسنعلی             | شریف‌العلما مازندرانی               | ۱۲۴۵      | نجف             | "        |
| احمد بن مهدی                       | نراقی دوم                          | ۱۲۴۴      | کاشان           | "        |
| محمد بن علی                        | سید مجاهد (طباطبائی)               | ۱۲۴۲      | نجف - اصفهان    | "        |
| محسن بن حسن                        | محقق اعرجی (کاظمینی)               | ۱۲۴۰      | نجف             | "        |
| علی اکبر بن محمدباقر               | ایجی اصفهانی                       | ۱۲۳۱      | اصفهان          | "        |
| ابوالقاسم بن محمدحسن               | میرزای قمی (صاحب قوانین)           | ۱۱۵۱–۱۲۳۱ | قم              | "        |
| جعفر بن خضر                        | کاشف الغطاء                        | ۱۲۲۸      | نجف             | "        |
| اسدالله بن اسماعیل                 | تستری-کاظمی                        | ۱۲۲۰      | کاظمین          | "        |
| محمدمهدی بن مرتضی                  | بحرالعلوم (طباطبائی)               | ۱۱۵۵–۱۲۱۲ | نجف             | "        |
| مهدی بن ابی‌ذر                      | نراقی اول                          | ۱۲۰۹      | کاشان           | "        |
| محمدباقر بن محمد اکمل              | وحید بهبهانی                       | ۱۲۰۵      | نجف             | "        |
| محمد بن محمد                       | بیدآبادی                           | ۱۱۹۷      | اصفهان          | ۱۲       |
| ابوالحسن بن عبدالله                | موسوی جزایری                       | ۱۱۹۳      | تستر            | "        |
| یوسف بن احمد                       | صاحب حدائق (بحرانی)                | ۱۱۸۶      | نجف             | "        |
| اسماعیل بن محمد                    | خواجوی مازندرانی                   | ۱۱۷۳      | مازندرانی       | "        |
| محمد بن باقر                       | رضوی قمی                           | ۱۱۷۰      | اصفهان - نجف    | "        |
| احمد بن اسماعیل                    | جزایری                             | ۱۱۵۰      | نجف             | "        |
| محمد بن حسن                        | فاضل هندی                          | ۱۱۳۷      | اصفهان          | "        |
| زین الدین بن محمد                  | عاملی جبعی                         | ۱۱۳۰      | اصفهان          | "        |
| حسین بن حسن                        | دیلمانی                            | ۱۱۲۹      | اصفهان          | "        |
| جمال الدین محمد بن حسین            | آقاجمال خوانساری                   | ۱۱۲۵      | اصفهان          | "        |
| جعفر بن عبدالله                    | حویزی                              | ۱۱۱۵      | اصفهان          | "        |
| علامه محمدباقر بن محمدتقی          | مجلسی دوم                          | ۱۰۳۷–۱۱۱  | اصفهان          | "        |
| علی بن محمد بن حسن                 | عاملی جبعی                         | ۱۰۱۴–۱۱۰۳ | اصفهان          | "        |
| محمدطاهر بن محمدحسین               | قمی                                | ۱۰۹۸      | قم              | ۱۱       |
| حسین بن محمد                       | محقق خوانساری                      | ۱۰۱۶–۱۰۹۸ | اصفهان          | "        |
| علیرضا بن حبیب‌الله                 | موسوی عاملی                        | ۱۰۹۱      | اصفهان          | "        |
| محمد بن مرتضی                      | ملامحسن فیض کاشانی                 | ۱۰۹۱      | کاشان           | "        |
| ملا محمدباقر بن محمدمؤمن           | محقق سبزواری                       | ۱۰۹۰–۱۰۱۷ | سبزوار          | "        |
| محمدصالح بن احمد                   | محمدصالح سیروی مازندرانی           | ۱۰۸۰      | قم              | "        |
| محمد بن محمد                       | قاضی سعید قمی                      | ۱۰۸۰      | قم              | "        |
| رفیع الدین، محمد بن حیدر           | میرزا رفیعا نائینی (حسنی طباطبائی) | ۱۰۸۰      | اصفهان          | "        |
| ابوعبدالله، حسین بن حیدر           | حسینی کرکی (مجتهد)                 | ۱۰۷۷      | اصفهان          | "        |
| محمدتقی بن مقصود                   | مجلسی اول                          | ۱۰۷۰      | اصفهان          | "        |
| نورالدین، علی بن علی               | موسوی عاملی                        | ۱۰۶۸      | جبل عامل        | "        |
| حسین بن محمد                       | سلطان العلماء (خلیفةالسلطان)       | ۱۰۶۶      | اصفهان          | "        |
| شرف الدین، علی بن حجةالله          | طباطبائی                           | ۱۰۶۰      | نجف             | "        |
| محمدباقر بن شمس الدین              | داماد                              | ۱۰۴۱      | اصفهان          | "        |
| بهاءالدین، محمد بن محمدباقر        | حسینی نائینی                       | ۱۰۴۰      | اصفهان          | "        |
| محمد بن حسن                        | پسر صاحب معالم                     | ۱۰۴۰      | حلب             | "        |
| محمدامین بن محمد                   | استرآبادی (مؤسس اخباری)            | ۱۰۳۶      | مدینه           | "        |
| ابواسحاق، ابراهیم بن علی           | ابن مفلح                           | ۱۰۳۲      | اصفهان          | "        |
| ابوالمعالی، علی بن محمد            | طباطبائی                           | ۱۰۳۱      | نجف             | "        |
| بهاءالدین، محمدبن حسین عاملی       | شیخ بهایی                          | ۱۰۳۰      | اصفهان          | "        |
| عزالدین، عبدالله بن حسین           | عزالدین تستری                      | ۱۰۲۱      | اصفهان          | "        |
| جمال الدین، حسن بن زین‌الدین        | صاحب معالم                         | ۱۰۱۵      | جبع شام         | "        |
| محمد بن علی                        | صاحب مدارک - موسوی                 | ۱۰۰۹      | جبع شام         | "        |
| ابومحمد، عبدالعالی بن علی          | عاملی کرکی                         | ۹۲۶–۹۹۳   | اصفهان          | ۱۰       |
| احمد بن محمد                       | مقدس اردبیلی                       | ۹۹۳       | نجف             | "        |
| علی بن هلال                        | ابن هلال عاملی                     | ۹۸۴       | اصفهان          | "        |
| عزالدین، حسین بن عبدالصمد          | حارثی (پدر شیخ بهائی)              | ۹۱۸–۹۸۴   | جبل عامل-هرات   | "        |
| نجم الدین، عبدالله بن حسین         | یزدی                               | ۹۸۱       | نجف             | "        |
| نورالدین، علی بن حسین              | صائغ حسینی                         | ۹۸۰       | حله             | "        |
| زین‌الدین بن علی                    | شهید ثانی                          | ۹۱۱–۹۶۶   | جبع شام         | "        |
| ابوالحسن، علی بن حسین بن عبدالعالی | محقق کرکی (محقق ثانی)              | ۸۶۲–۹۴۰   | حلب - اصفهان    | "        |
| ابوالقاسم، علی بن عبدالعلی         | عاملی میسی                         | ۹۳۸       | اصفهان          | "        |
| شمس الدین، محمد بن مکی             | عاملی شامی                         | ۹۳۸       | جبل عامل        | "        |
| ابوالحسن، علی بن هلال              | جزایری (شیخ الاسلام)               | ۹۳۷       | حله             | "        |
| بدرالدین، حسن بن جعفر              | اعرج حسینی                         | ۹۳۳       | جبل عامل        | "        |
| ابوالعباس، احمدبن محمدبن فهد       | ابن فهد حلی                        | ۷۵۷–۸۴۱   | حله             | ۹        |
| ابوعبدالله، مقداد بن عبدالله       | فاضل مقداد سیوری                   | ۸۲۶       | حله             | "        |
| ابوالقاسم، علی بن محمد بن مکّی      | ابن الشهید (اوّل)                   | ۸۱۰       | حله             | "        |
| زین الدین، علی بن خازن             | حائری                              |           | حله             | ۸        |
| ابوعبدالله، محمد بن مکی            | شهید اول                           | ۷۳۴–۷۸۶   | حله             | "        |
| ابوطالب، محمد بن حسن               | فخرالمحققین                        | ۶۸۲–۷۷۱   | حله             | "        |
| ابوجعفر، محمد بن محمد              | قطب‌الدین رازی                      | ۷۷۶       | حله             | "        |
| عمیدالدین، عبدالمطلب بن محمد       | عمیدی                              | ۶۸۱–۷۵۴   | حله             | "        |
| جمال الدین، حسن بن یوسف            | علامه حلی                          | ۶۴۸–۷۲۶   | حله             | "        |
| غیاث الدین، عبدالکریم بن احمد      | ابن طاووس                          | ۶۴۸–۶۹۳   | حله             | ۷        |
| ابوزکریا، یحیی بن سعید بن احمد     | ابن سعید حلی                       | ۶۰۱–۶۹۰   | حله             | "        |
| نجم الدین، جعفر بن حسن             | محقق حلی                           | ۶۰۲–۶۷۶   | حله             | "        |
| جمال الدین، احمد بن موسی           | ابن طاووس                          | ۶۷۳       | حله             | "        |
| رضی الدین، علی بن موسی             | ابن طاووس                          | ۵۸۹–۶۶۴   | حله             | "        |
| ابوابراهیم، محمد بن جعفر           | ابن نما                            | ۶۴۵       | حله             | "        |
| شمس الدین، فخّار بن مُعدّ             | ابن معد موسوی                      | ۶۳۰       | حله             | "        |
| ابوعبدالله، محمد بن احمد           | ابن ادریس حلی                      | ۵۳۳–۵۹۸   | حله             | ۶        |
| ابوجعفر رابع، محمد بن علی بن حمزه  | عمادالدین طوسی (طوسی مشهدی)        | ۵۸۵       | حله             | "        |
| ابوالمکارم، حمزه بن علی            | ابن زهره حلبی                      | ۵۱۱–۵۸۵   | حلّه             | "        |
| قطب الدین، سعید بن عبدالله         | قطب‌الدین راوندی                    | ۵۷۳       | کاشان           | "        |
| ابورضا، فضل‌الله بن علی             | حسینی راوندی                       | ۵۷۰       | کاشان           | "        |
| ابوسعید، عبدالجلیل بن مسعود        | متکلم رازی                         | ۵۶۰       | نجف             | "        |
| ابوعلی، حسن بن محمد طوسی           | مفید ثانی                          | ۵۱۵       | نجف             | "        |
| ابوالقاسم، عبدالعزیز بن تحریر      | قاضی ابن براج                      | ۴۸۱       | طرابلس          | ۵        |
| اوبویعلی، محمدبن حسن بن حمزه       | شریف جعفری                         | ۴۶۳       | حلب             | "        |
| ابویعلی، حمزة بن عبدالعزیز         | سلار دیلمی                         | ۴۶۳       | حلب             | "        |
| ابوجعفر ثالث، محمد بن حسن          | شیخ طوسی                           | ۴۶۰       | بغداد - نجف     | "        |
| ابوصلاح، تقی بن نجم                | ابوالصلاح حلبی                     | ۴۴۷       | حلب             | "        |
| ابوالقاسم، علی بن حسین             | سید مرتضی علم الهدی                | ۴۳۶       | بغداد           | "        |
| ابوعبدالله، محمدبن محمدبن نعمان    | شیخ مفید                           | ۴۱۳       | بغداد           | "        |
| ابوعلی، محمد بن احمد               | ابن جنید اسکافی                    | ۳۸۱       | ری              | ۴        |
| ابوجعفر ثانی، محمد بن علی بن حسین  | شیخ صدوق                           | ۳۸۱       | قم - ری - بغداد | "        |
| ابوالحسن، محمد بن احمد             | ابن داود                           | ۳۷۸       | قم - بغداد      | "        |
| ابوالقاسم، جعفر بن محمد            | ابن قولویه                         | ۳۶۹       | قم              | "        |
| ابوغالب، احمد بن محمد              | ابوغالب زراری (شیبانی)             | ۲۸۵–۳۶۸   | کوفه            | "        |
| ابوجعفر، محمدبن حسن بن احمد        | ابن ولید                           | ۳۴۳       | قم              | "        |
| ابومحمد، حسن بن علی                | ابن ابی عقیل عمانی                 | ۳۴۰       | عراق            | "        |